# Аброкома Аши
Аброкома Аши (Abrocoma cinerea) належить ряду гризуни, латинське слово «cinerea» вказує на їх сіре забарвлення.

## Середовище проживання
Ареал розповсюдження шиншилового щура Аши обмежується високогірними районами на південному сході Перу, південному західі Болівії, північной частини Чилі і північно-західній Аргентині. Висотний діапазон: 3850 — 5000 м над рівнем моря. Мешкає в гірських, посушливих місцях Альтіплано. Будує нори у виходах сланцю і в гущині чагарників. Мешкає як у непотривожених людьми областях і охоче селиться в покинутих людьми кам'яних стінах. Виключно травоїдний, переважно харчується видами: Parastrephia lepidophylla і Azorella compacta.

## Зовнішній вигляд
Glanz & Anderson (1990) а також Emmons (1999) охарактеризували Abrocoma bennettii так само як і Abrocoma cinerea як ті, що спеціалізується для земного життя у відкритих житлах і що живуть в норах серед скель; вони мають короткий хвіст, зменшений перший палець ноги (лат. hallux), і розширені вушні раковини. Спинне забарвлення світло-сірувате, злегка блідіше ніж нейтрально-сіре. Волосся черева сіре з білуватими наконечниками, які дають враження, що черево білу. Грудинна залоза покрита білим волоссям: унаслідок загального забарвлення черева, білий клапоть не виглядає дуже чітким. Волосся, що оточує періанальний регіон, біле біля основи. Передні й задні ноги покриті білуватим волоссям. Хвіст — нейтрально сірий вгорі й білий, чи близько того до краю. Розмір середній. Загальна довжина < 286 мм, довжина голови й тіла < 196 мм, довжина хвоста < 96 мм, довжина задніх лап < 27 мм. Довжина хвоста значно менша, ніж для інші видів, а повна довжина і довжина задньої лапи значно менші, ніж для Abrocoma budini, Abrocoma famatina, Abrocoma shistacea. Відношення довжини хвоста до загальної довжини, а також довжини хвоста до довжини голови й тіла є найменшим серед видів роду.